# Résolution 1472 du Conseil de sécurité des Nations unies
Membres permanents
- Chine
- États-Unis
- France
- Royaume-Uni
- Russie

Membres non permanents
- Allemagne
- Angola
- Bulgarie
- Chili
- Cameroun
- Espagne
- Guinée
- Mexique
- Pakistan
- Syrie

Résolution no 1471 Résolution no 1473
La résolution 1472 du Conseil de sécurité des Nations unies fut adoptée à l'unanimité le 28 mars 2003. Après avoir rappelé toutes les résolutions antérieures sur l'Irak, y compris les résolutions 661 (de 1991), 986 (de 1995), 1409 (de 2002) et 1454 (de 2002) concernant la fourniture d'une aide humanitaire au peuple irakien, le Conseil a approuvé des ajustements au programme Pétrole contre nourriture donnant au Secrétaire général plus de pouvoirs pour administrer le programme pendant les 45 jours suivants. Le programme avait été suspendu lorsque le Secrétaire général avait ordonné à tout le personnel des Nations unies de quitter l'Irak quelques jours avant l'invasion menée par les États-Unis.
La résolution a été adoptée après une semaine de négociations fermées, la France, la Russie et la Syrie s'opposant à l'utilisation de l'argent humanitaire pour financer des opérations militaires contre l'Irak. Près de 70 pays ont participé aux discussions, et beaucoup ont exprimé leur opposition à l'invasion de l'Irak par les États-Unis.

## Résolution

### Observations
Le Conseil de sécurité a noté que, selon la quatrième Convention de Genève de 1949, la puissance occupante est responsable de l'approvisionnement en vivres et en fournitures médicales, en particulier si les ressources du territoire occupé sont insuffisantes. Il est convaincu de la nécessité d’une mesure temporaire pour fournir une aide humanitaire au peuple irakien dans tout le pays et pour étendre ces mesures à ceux qui ont quitté l’Irak en raison de la guerre en cours.
En outre, il a pris note de la décision du Secrétaire général Kofi Annan de retirer d’Irak tout le personnel chargé de la mise en œuvre du programme Pétrole contre nourriture le 17 mars 2003. Le Conseil a réaffirmé la nécessité de fournir des secours humanitaires et la nécessité d'une réévaluation plus poussée du programme. Le droit du peuple irakien de contrôler ses ressources naturelles et de déterminer son propre avenir politique a été réaffirmé.

### Contenu
Agissant en vertu du Chapitre VII de la Charte des Nations unies, toutes les parties concernées ont été instamment priées de respecter leurs obligations en vertu du droit international et la communauté internationale a été appelée à fournir une aide humanitaire au peuple irakien tant à l'intérieur qu'à l'extérieur du pays. Compte tenu de la situation en Irak, le Conseil a reconnu la nécessité de modifier temporairement le programme pour assurer la mise en œuvre des contrats financés et non financés conclus par le gouvernement irakien pour répondre aux besoins des réfugiés et des personnes déplacées. À cet égard, le Secrétaire général a été autorisé à :
- établir d’autres sites pour la livraison et l’inspection des fournitures humanitaires à l’intérieur et à l’extérieur de l’Irak ;
- examiner les contrats financés et non financés pour déterminer les priorités des fournitures relatives aux besoins civils essentiels ;
- contacter les fournisseurs des marchandises pour déterminer leur emplacement ;
- négocier et convenir des ajustements aux contrats ;
- négocier et commencer de nouveaux contrats pour les fournitures médicales essentielles ;
- transférer les fonds non grevés entre les comptes créés dans la résolution 986 pour assurer la livraison des fournitures humanitaires ;
- utiliser des fonds supplémentaires pour indemniser les fournisseurs des coûts supplémentaires ;
- couvrir les autres coûts opérationnels et administratifs résultant du programme ajusté ;
- utiliser les fonds des comptes pour acheter des biens produits localement.

Des activités supplémentaires devaient être autorisées lorsque la situation dans le pays s’améliorerait et que des fonds supplémentaires seraient disponibles. Toutes les demandes présentées en dehors du programme Pétrole contre nourriture devaient être examinées par le Comité du Conseil de sécurité créé par la résolution 661, qui devait également contrôler les nouvelles dispositions de la résolution actuelle. Les nouvelles dispositions devaient rester en vigueur pendant 45 jours, sous réserve d'un nouveau renouvellement. Dans l'intervalle, toutes les parties concernées ont été invitées à permettre aux organisations humanitaires internationales et personnel des Nations unies d'accéder sans entrave au peuple irakien et à assureur leur sécurité ainsi que leur liberté de mouvement.